# 休伯特·明尼斯
休伯特·亚历山大·明尼斯（英語：Hubert Alexander Minnis，1954年4月16日—），男，巴哈马政治人物，前任巴哈马总理。